# Didecyldimethylammoniumchloride
Didecyldimethylammoniumchloride (doorgaans afgekort tot DDAC) is een quaternair ammoniumzout. Het stikstofatoom is gebonden aan vier alkylgroepen: twee methylgroepen en twee decylgroepen.
In de praktijk is het geen zuivere stof, maar een oplossing in water of ethanol van een mengsel van quaternaire ammoniumzouten, met typische alkylketenlengten van C8, C10 en C12, waarvan meer dan 90% C10.

## Toepassingen
Didecyldimethylammoniumchloride is een veelzijdig en veelgebruikt biocide. Het is een schimmel-, bacterie- en algendodend middel. In de tuinbouw wordt het in serres gebruikt om tafels, potten, messen en ander gereedschap te ontsmetten. De Europese Commissie heeft DDAC in 2009 opgenomen in de lijst van toegelaten gewasbeschermingsmiddelen. Didecyldimethylammoniumchloride mag enkel binnen gebruikt worden als bactericide, fungicide, herbicide en algicide bij de teelt van sierplanten. De Commissie heeft de toelating later echter per 20 juni 2013 ingetrokken. De reden is dat de kennisgever onvoldoende informatie had verstrekt over de zuiverheidsgraad en de aard en het gehalte van onzuiverheden in het product.
Didecyldimethylammoniumchloride wordt ook gebruikt in houtbeschermingsmiddelen en in producten voor het verwijderen van groene aanslag. Het gebruik van DDAC als biocide in producttype 16 (mollusciciden, middelen voor de bestrijding van weekdieren) of producttype 18 (insecticiden, acariciden en producten voor de bestrijding van andere geleedpotigen) is in de Europese Unie niet meer toegelaten sedert januari 2008. De toepassing als conserveermiddel voor metaalbewerkingsvloeistoffen (producttype 13) werd in oktober 2009 verboden.
Didecyldimethylammoniumchloride is ook in vele reinigings- en ontsmettingsproducten voor huishoudelijk gebruik aanwezig. In de cosmetica kan het gebruikt worden in hairconditioners omdat het aan het haar adsorbeert en een antistatisch en verzachtend effect heeft.

## Toxicologie en veiligheid
Didecyldimethylammoniumchloride is een kleur- en reukloze vloeistof. Het is een sterk corrosieve stof: contact met de geconcentreerde stof kan brandwonden veroorzaken.